# Gazprombank
Gazprombank (en rus: Газпромбанк) o GPB és el tercer banc més gran de la Federació Russa. Les principals àrees de negoci del banc són la banca corporativa, banca minorista, banca d'inversió i serveis a dipositaris. Les seves activitats bancàries també inclouen la negociació d'accions, operacions de canvi estrangeres, operacions amb metalls preciosos, operacions de compensació i liquidació.
El banc té una xarxa de distribució de 43 sucursals i més de 260 punts de venda bancaris localitzats al llarg de tota la Federació Russa. GPB també té interessos en tres bancs russos més. A més Gazprombank està representat als mercats de Belarús, Armènia i Suïssa a través de la participació i interessos en tres bancs estrangers: Belgazprombank (Belarús), Areximbank-Gazprombank Group (Armènia) i Gazprombank (Suïssa) Ltd. Gazprombank també té oficines representatives a Mongòlia, la Xina i l'Índia.
L'agost de 2005, va adquirir Gazprom Media, el major holding de mitjans de comunicació rus, que inclou el canal de televisió NTV i el diari Izvestia, de la companyia matriu del banc Gazprom.

## Canvis (morts) en l'equip de direcció (2022)
El 29 de gener de 2022, Leonid Shulman, el cap del servei de transport de Gazprom-invest, va ser trobat mort.
El 25 de febrer de 2022, Alexander Tyulyakov, director general adjunt del Centre d'Assentaments Unificats de Gazprom, va ser trobat mort escanyat.
El 2 de març de 2022, Igor Volobuev, vicepresident de Gazprombank, va fugir de Rússia per traslladar-se a la seva Ucraïna natal, ja que havia nascut a Okhtyrka, Óblast de Sumi. Des que va arribar a Kíev va declarar que la seva vida estava en perill i que la mort de Vladislav Avayev no va ser un suïcidi, sinó un assassinat. També s'ha unit a les Forces de Defensa territorial d'Ucraïna en un esforç per "netejar" el seu passat rus.
El 18 d'abril de 2022, l'exvicepresident de Gazprombank, Vladislav Avayev, va ser trobat mort per ferides de bala al seu apartament de Moscou, juntament amb la seva dona i la seva filla, en un aparent suïcidi. Volobuev considera la mort de Vladislav Avayev un assassinat.